# Lola (canción de Miki González)
«Lola» es una canción compuesta por el cantautor hispano-peruano Miki González; el tema forma parte de su segundo trabajo discográfico de estudio, Tantas veces, publicado en 1987.

## Historia

### Videoclip
El videoclip oficial fue grabado íntegramente en Chincha, el barrio negro peruano que adoptó a Miki González.
Este video, junto con otro exitoso tema, "Vamos a Tocache", fue programado inmediatamente por MTV.

### Letra
La letra habla de una mujer llamada Lola, que había tenido algunas desventuras amorosas.

## Créditos
- Miki González: Guitarra y voz.
- Eduardo Freyre: Bajo
- Filomeno Ballumbrosio: Cajón, percusión y coros.
- Wicho García: Teclados y coros.
- Pelo Madueño: Batería.

### Participación especial de
- Andrés Calamaro: Teclados.
- Sebastián Schon: Teclados.